# Kericho County
Kericho County is een county en voormalig Keniaans district. Het district telde 468.493 inwoners (1999) en had een bevolkingsdichtheid van 222 inw/km². Ongeveer 7,4% van de bevolking leeft onder de armoedegrens en ongeveer 49% van de huishoudens heeft beschikking over elektriciteit.